# Miroslav Kusý
Miroslav Kusý (Pozsony, 1931. december 1. – Pozsony, 2019. február 13.) szlovák politológus, tanár, polgárjogi aktivista és egykori politikus. A Szlovákiai Helsinki Bizottság és a Milan Šimečka Alapítvány alapító tagja, az UNESCO szlovákiai emberjogi bizottságának elnöke. Napilapokban megjelenő publikációi mellett több könyv szerzője volt. A Comenius Egyetemen az emberi jogok témakörében tartott előadásokat. Nyilatkozataiban a felvidéki magyarság jogainak jelentős támogatója volt.

## Életrajza
Tanulmányait a prágai Károly Egyetem bölcsészettudományi karán végezte 1956-ban. Ezt követően a pozsonyi Comenius Egyetem bölcsészettudományi karának tanára majd 1967 és 1970 között professzora. Rövid ideig, 1968 és 1969 között, Szlovákia Kommunista Pártja központi bizottságának tagja volt. Miután 1969-ben a pártból kizárták és tanári tevékenységét is betiltották, az egyetemi könyvtár könyvtárosaként dolgozott.
A Charta 77 polgárjogi nyilatkozat három szlovákiai aláírójának egyikeként 1977-ben az emberi jogok betartását követelte a csehszlovák kormánytól. Ekkor könyvtárosi állását is elveszítette, s több éven keresztül munkásként dolgozott, majd az Állami Városfejlesztési Intézet munkatársa lett. Ellenzéki tevékenysége miatt az Államvédelmi Hivatal megfigyelés alatt tartotta. Csatlakozott Ludvík Vaculík és Václav Havel ellenzéki írók mozgalmához. 1989-ben hazaárulás vádjával letartóztatták. A börtönből 1989 novemberében, a Bársonyos forradalom idején szabadult ki. A rendszerváltás kezdetén a Nyilvánosság az erőszak ellen ellenzéki párt alelnöke. 1989. december 10-én a Szövetségi Hivatal Sajtóosztályának igazgatójává nevezték ki, 1990. január 17-én a Comenius Egyetem rektorává választották.

## Magyarul
- Szlovák vagyok, szlovák leszek; ford. Brogyányi Judit et al.; Kalligram, Pozsony, 1993 (Dominó könyvek)
- A magyarkérdés Szlovákiában. Cikkek, tanulmányok; vál., jegyz. G. Kovács László, ford. Görözdi Judit et al.; Kalligram, Pozsony, 2002

## Elismerései
- Munkásságát 2001-ben a Szlovák Köztársaság elnöke Ľudovít Štúr Érdemrenddel tisztelte meg.

## Idézetei
- A felvidéki magyarság autonómiatörekvéseiről kijelentette: „Az autonómia iránti igények nem jelentenek szakadárságot: az egyetlen lehetséges választ jelentik a nemzetállam fogalmára.”[7]

## Fordítás
- Ez a szócikk részben vagy egészben a Miroslav Kusý című szlovák Wikipédia-szócikk ezen változatának fordításán alapul.  Az eredeti cikk szerkesztőit annak laptörténete sorolja fel. Ez a jelzés csupán a megfogalmazás eredetét és a szerzői jogokat jelzi, nem szolgál a cikkben szereplő információk forrásmegjelöléseként.